# Alessio Sartori
Alessio Sartori  (Terracina, 13 november 1976) is een Italiaans roeier. Sartori maakte zijn debuut met een wereldtitel in de dubbel-vier tijdens de wereldkampioenschappen roeien 1994. Een jaar later prolongeerde Sartori deze titel. Bij de Olympische Zomerspelen 1996 behaalde Sartori de vierde plaats in de dubbel-vier. Tijdens de wereldkampioenschappen roeien 1998 behaalde Sartori voor de derde maal de wereldtitel in de dubbel-vier. Sartori werd tijdens de Olympische Zomerspelen 2000 olympisch kampioen in de dubbel-vier. Na een bronzen en een zilveren medaille tijdens de wereldkampioenschappen behaalde Sartori zijn tweede olympische medaille tijdens de Olympische Zomerspelen 2004 met een bronzen medaille in de dubbel-twee. Sartori zijn vierde Olympische spelen leiden niet tot een medaille hij werd elfde in de vier-zonder-stuurman. Tijdens de Olympische Zomerspelen 2012 behaalde Sartori de zilveren medaille in de dubbel-twee.

## Resultaten
- Wereldkampioenschappen roeien 1994 in Indianapolis  in de dubbel-vier
- Wereldkampioenschappen roeien 1995 in Tampere  in de dubbel-vier
- Olympische Zomerspelen 1996 in Atlanta 4e in de dubbel-vier
- Wereldkampioenschappen roeien 1997 in Aiguebelette-le-Lac 15e in de skiff
- Wereldkampioenschappen roeien 1998 in Keulen  in de dubbel-vier
- Wereldkampioenschappen roeien 1999 in St. Catharines 7e in de dubbel-vier
- Olympische Zomerspelen 2000 in Sydney  in de dubbel-vier
- Wereldkampioenschappen roeien 2001 in Luzern  in de dubbel-twee
- Wereldkampioenschappen roeien 2002 in Sevilla 5e in de acht
- Wereldkampioenschappen roeien 2003 in Milaan  in de dubbel-twee
- Olympische Zomerspelen 2004 in Athene  in de dubbel-twee
- Wereldkampioenschappen roeien 2006 in Eton  in de acht
- Wereldkampioenschappen roeien 2007 in München  in de vier-zonder-stuurman
- Olympische Zomerspelen 2008 in Peking 11e in de vier-zonder-stuurman
- Olympische Zomerspelen 2012 in Londen  in de dubbel-twee

1976: Wolfgang Güldenpfennig & Rüdiger Reiche & Karl-Heinz Bußert & Michael Wolfgramm ·
1980: Frank Dundr & Carsten Bunk & Uwe Heppner & Martin Winter ·
1984: Albert Hedderich & Raimund Hörmann & Dieter Wiedenmann & Michael Dürsch ·
1988: Agostino Abbagnale & Davide Tizzano & Gianluca Farina & Piero Poli ·
1992: André Willms & Hajek & Steinbach & Stephan Volkert] ·
1996: André Steiner & Stephan Volkert & Andreas Hajek & André Willms ·
2000: Agostino Abbagnale & Alessio Sartori & Rossano Galtarossa & Simone Raineri ·
2004: Nikolai Spinev & Igor Kravtsov & Aleksei Svirin & Sergej Fedorovstev ·
2008: Michał Jeliński & Marek Kolbowicz & Adam Korol & Konrad Wasielewski ·
2012: Karl Schulze & Philipp Wende & Lauritz Schoof & Tim Grohmann ·
2016: Karl Schulze & Philipp Wende & Lauritz Schoof & Hans Gruhne ·
2020: Dirk Uittenbogaard & Abe Wiersma & Tone Wieten & Koen Metsemakers ·
2024: Koen Metsemakers & Tone Wieten & Finn Florijn & Lennart van Lierop